# چنگیز حبیبیان
چنگیز حبیبیان (متولد ۲۰ بهمن ۱۳۴۷ در  مرند) خوانندهٔ پاپ ایرانی و دارای مدارک لیسانس و فوق لیسانس و دکترای مهندسی معماری و همچنین دکترای مدیریت می‌باشد.

## زندگی‌نامه
جدپدری‌ او عاشیق حسین از خوانندگان مطرح و شش دانگ تبریز و مرند بوده‌اند و جد مادری اش ملا‌عبدالرزاق از مدرسین حوزۀ علمیه تبریز و مرند محسوب می‌شدند و پدرش که اولین استاد او نیز بود نیز از مداحان مطرح هیئات بوده‌است.
چنگیز حبیبیان تلاوت قرآن را نزد استاد طهوری آموخت و در هیئت سالار زینب پای منبر مداحی‌های پدر و درس‌های معارف سید جعفر موسوی اردبیلی کسب فیض کرده‌است.
وی آواز را نزد استادانی همچون حاج حسین صبحدل، هلی، شاپور رحیمی، کرامت اصلانی و حاتم عسگری فرا گرفت.
فریدون شهبازیان و اکبرپور نیز در زمینه تئوری موسیقی، سولفژ و تلفیق شعر و موسیقی از استادان ایشان بوده‌اند.
چنگیز حبیبیان فعالیت خود را از سال ۱۳۶۶ در رادیو معارف نزد حسین صبحدل آغاز نمود و در سال ۱۳۷۳ وارد مرکز موسیقی صدا و سیمای جمهوری اسلامی ایران گردید و بیش از ۱۷۰ اثر موسیقایی برای این مرکز اجرا نمود.
در سال ۱۳۷۸ اولین آلبوم پاپ ایرانی خود را با نام همسفر با آهنگسازی شادمهر عقیلی، محمدرضا چراغعلی روانه بازار نمود.

## آثار
- آلبوم «نغمه‌های عاشورایی» - ۱۳۷۶
- آلبوم «همسفر» - ۱۳۷۸
- آلبوم «دلسپرده» - ۱۳۷۹
- آلبوم «ترانه بارون» - ۱۳۸۰
- آلبوم «عطش باران» - ۱۳۸۱
- آلبوم «شب عاشق» - ۱۳۸۲
- آلیوم «قصه دیدار» - ۱۳۸۴
- آلبوم «لحظه دیدار» - ۱۳۸۶
- آلبوم «گلشن راز» - ۱۳۸۸
- آلبوم «فراموشم نکن» - ۱۳۹۰
- تک آهنگ «بغض سکوت»
- تک آهنگ «حس نیاز»
- تک آهنگ «ایرانم جانم»